# Psi Phoenicis
Psi Phoenicis är en halvregelbunden variabel av SR-typ i stjärnbilden Fenix.
Stjärnan varierar mellan visuell magnitud +4,3 och 4,5 med en period av 30 dygn.